# 观音塘
观音塘又名观音堂、大石庵、妇负石，位于云南省大理白族自治州大理市大理镇上未村委会上未南村，滇藏公路西侧，介于下关和大理古城之间，距离下关9公里，距离大理古城5公里。

## 历史
观音塘的修建与观音显化负石阻兵的民间传说有关。以“妇负石”为中心，逐渐发展为香火鼎盛的寺庙。在“文革”中，观音塘受到破坏，由医院占用，罗汉堂等建筑拆除改建为医院大楼。

## 建筑
观音塘建筑群包括戏台大门、签亭、观音石亭、前殿、大殿和两侧罗汉堂。
观音石亭由云南提督岑毓英建于清同治十三年（1874年），用大理石砌筑，重檐歇山顶。四周为水池，东西两面建有四座石拱桥。
大殿由杨玉科建于清光绪二年（1876年），面阔七间，四层斗拱，梁坊、门窗雕刻彩绘精美。

## 保护
1985年9月20日，观音塘被大理市人民政府公布为第一批市级重点文物保护单位。2012年1月7日，观音塘公布为第七批云南省文物保护单位。